# 항구

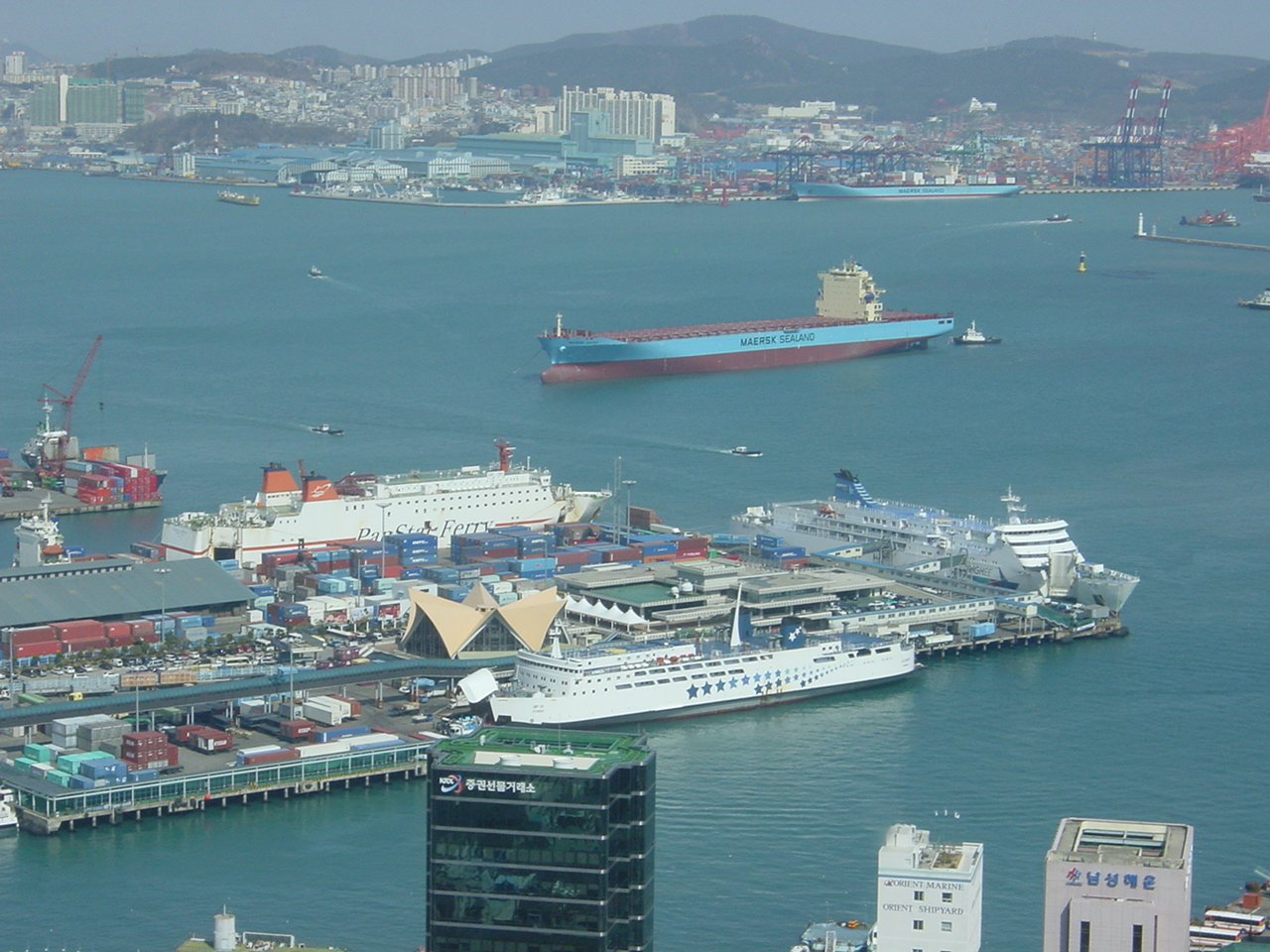
부산항

항구(港口, port)는 자연 지형이나 인공 구조물로 풍랑을 방지하고 선박이 안전하게 정박할 수 있는 곳으로, 수륙 교통의 결절점(結節點) 기능을 갖는 장소·시설을 말한다.

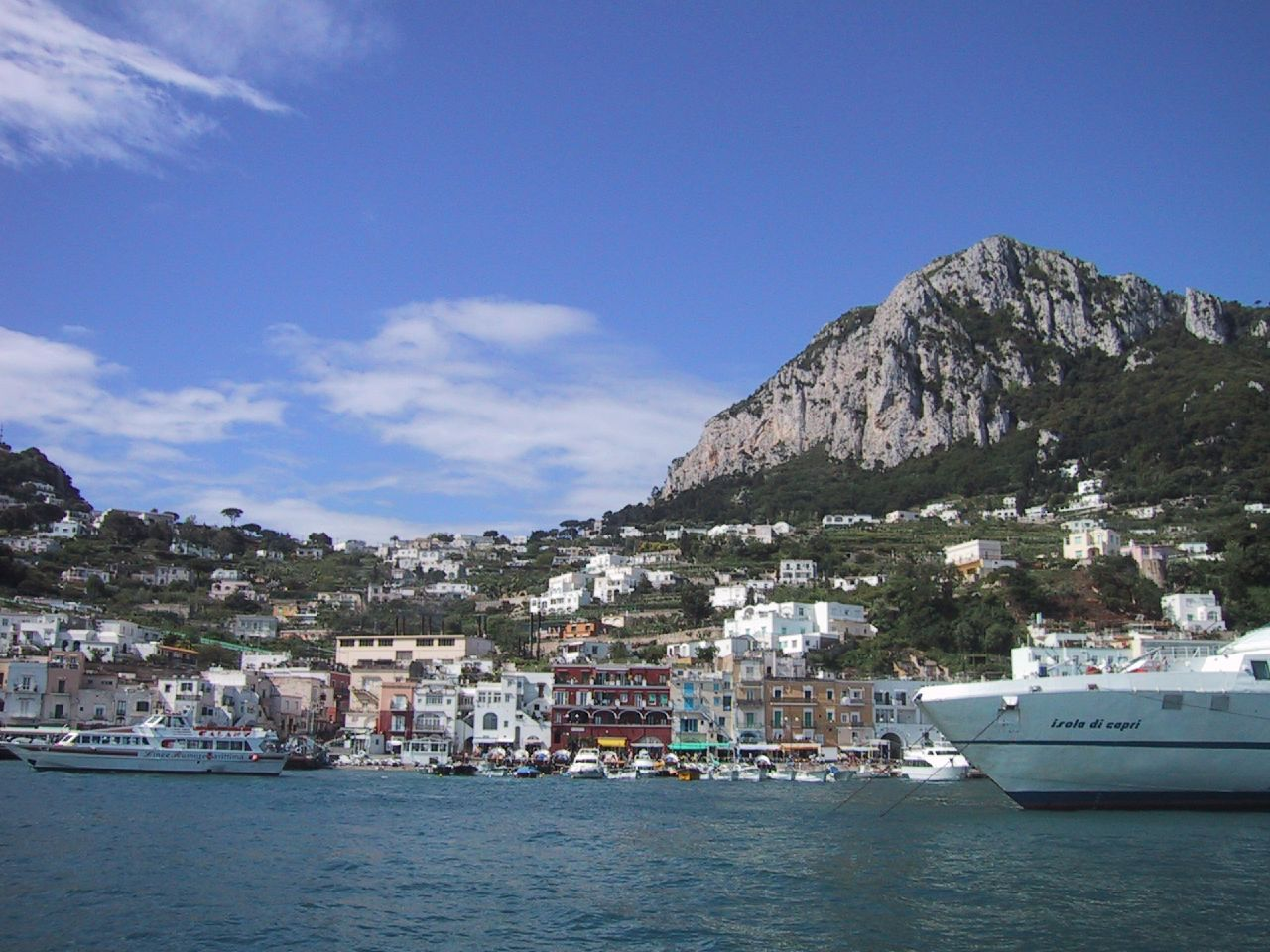
카프리 섬의 항구
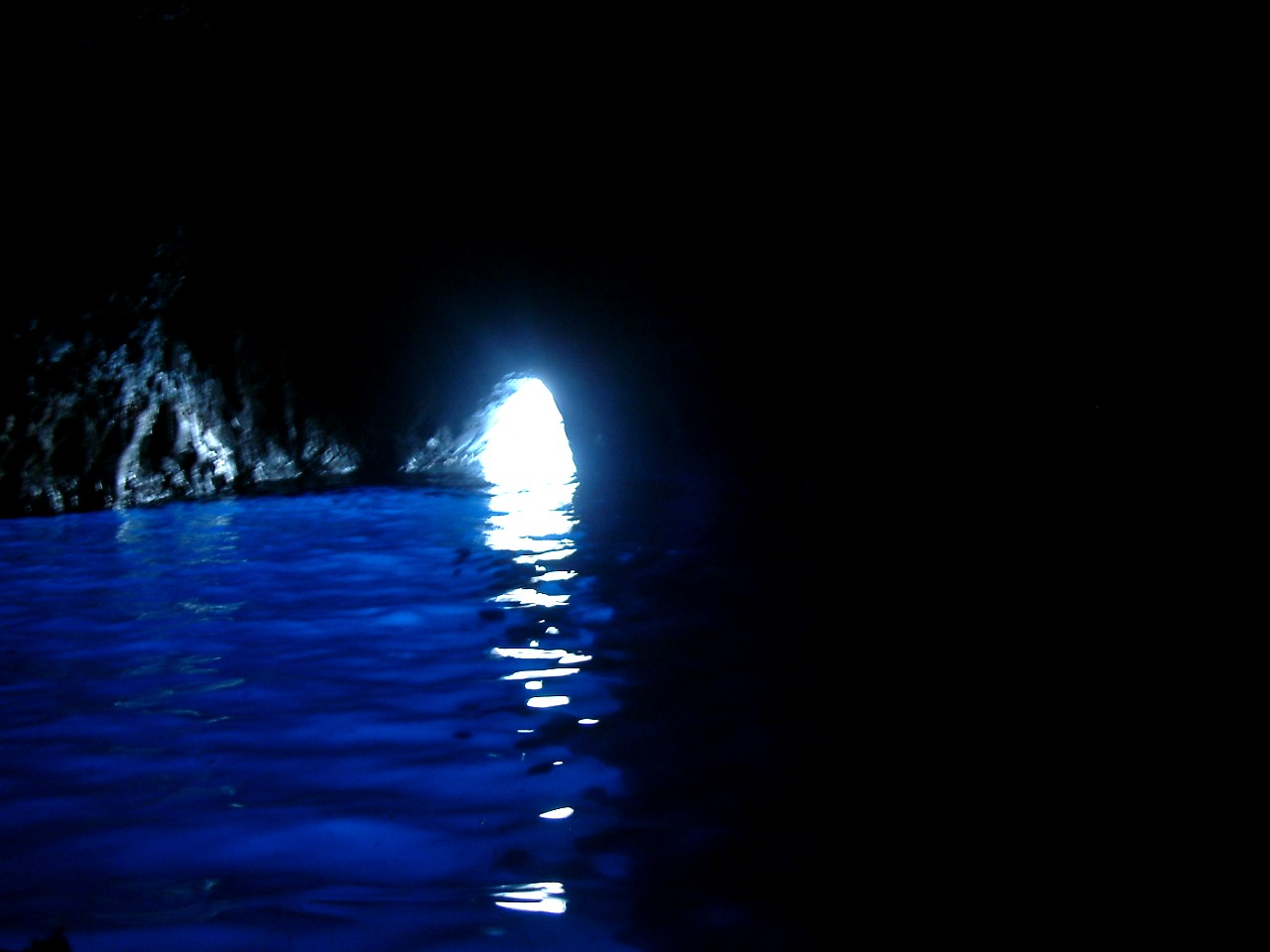
푸른 동굴
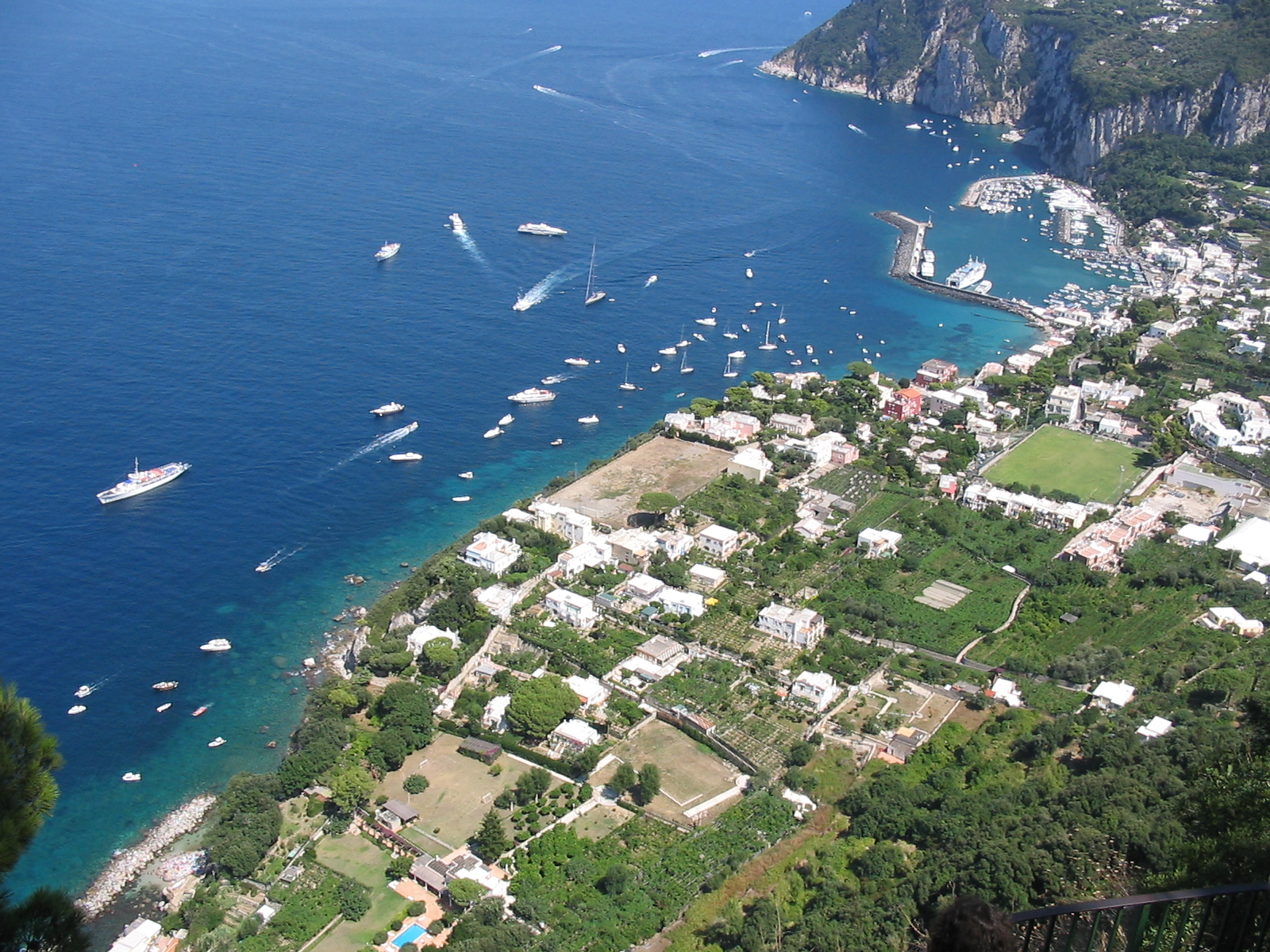
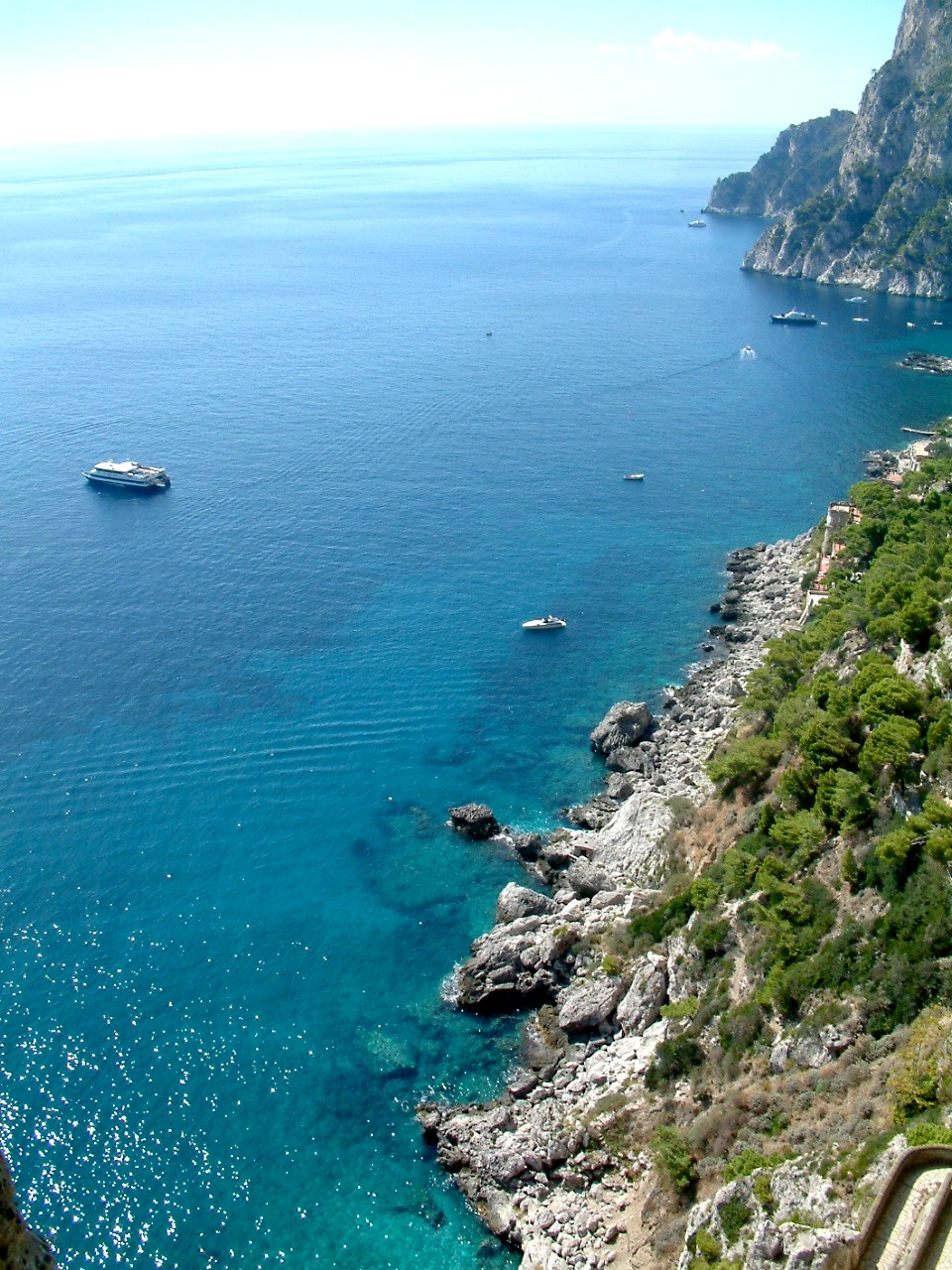

## 입지
섬, 갑(岬)이나 만입(灣入) 등으로 차폐되는 지형은 종종 천연 양항(良港)이라고 부른다. 근대에 들어서는 건설 기술이 크게 발달해 천연 지형의 혜택을 입지 않고서도 대규모 항구가 만들어지고 있다.

## 기능
여객의 승강이나 화물의 하역·보관 등 수륙 수송의 전환 기능, 즉 터미널 기능이 항구의 중요한 기능이다. 그 때문에 항구에는 선박의 계류 뿐만 아니라 화물의 하역·보관, 여객의 승강, 항구에서 배후지로의 육상 운송 등을 위한 시설이 정비되어 있다. 그 밖에 선박에 물·연료·식량·선박 용품 등을 보급하는 운항 지원 기능이 있다. 전시에는 화물을 보급하고 군함을 출정시키며 군용으로 사용할 수 있다.

## 시설
| 구분           | 시설의 예                               |
| -------------- | --------------------------------------- |
| 수역 시설      | 항로, 정박지 등                         |
| 외곽 시설      | 방파제, 방조제, 제방 등                 |
| 계류 시설      | 안벽, 물양장, 계선부표, 잔교, 부잔교 등 |
| 입항 교통 시설 | 항만 도로, 임해 철도, 운하 등           |
| 하역 시설      | 갠트리크레인, 하역 기계, 상옥 등        |
| 여객 시설      | 여객 승강 시설, 여객 터미널 등          |
| 보관 시설      | 창고, 야적장, 저목장, 컨테이너 야드 등  |
| 선박 업무 시설 | 급수 시설, 급유 시설 등                 |

## 분류
| 종류     | 내용                                                       | 주요 입항 선박         |
| -------- | ---------------------------------------------------------- | ---------------------- |
| 상항     | 외국 무역, 내국 무역에 의한 화물 취급을 주로 하는 항구     | 화물선, 컨테이너선 등  |
| 공업항   | 공업 지역과 인접해 원료나 공업 제품의 취급을 주로하는 항구 | 유조선, 원료 수송선 등 |
| 어항     | 수산물의 취급을 주로하는 항구                              | 어선 등                |
| 페리항   | 차량·여객을 운송하는 페리가 출입하는 항구                  | 페리(ferry)            |
| 마리나항 | 취미·오락·관광 목적의 선박이 정박, 발착하는 항구           | 요트, 유람선 등        |
| 군항     | 군사적 성격을 가진 항구                                    | 군함 등                |
| 피난항   | 소형 선박이 강한 풍랑으로부터 피난하기 위한 항구           | 소형 선박 등           |

## 세계의 주요 항구
- 아시아
  -  싱가포르: 싱가포르
  -  중화인민공화국: 상하이, 홍콩, 선전, 닝보, 광저우, 칭다오, 톈진
  -  대한민국: 부산, 인천, 광양, 평택, 당진, 속초, 창원, 여수, 목포
  -  아랍에미리트: 두바이
  -  일본: 요코하마, 고베, 오사카, 후쿠오카, 도쿄, 나가사키
  -  중화민국: 가오슝,  지룽
  -  말레이시아: 클랑, 탄중펠레파스,  말라카
- 유럽
  -  네덜란드: 로테르담
  -  독일: 함부르크, 브레멘·브레머하펜
  -  벨기에: 안트베르펜
- 아메리카
  -  미국: 로스앤젤레스, 롱비치, 뉴욕·뉴저지

## 같이 보기
- 해운
- 항만
- 부두